# ミネトンカ
ミネトンカ（Minnetonka）は、アメリカ合衆国ミネソタ州のヘネピン郡にある都市。人口は5万3781人（2020年）。ミネアポリスの西にあり、名前の元となったミネトンカ湖の東岸に面する。

## 経済
カーギル（穀物メジャー）とユナイテッド・ヘルスケア（医療保険）の各本社がある。